# 加里波第大道

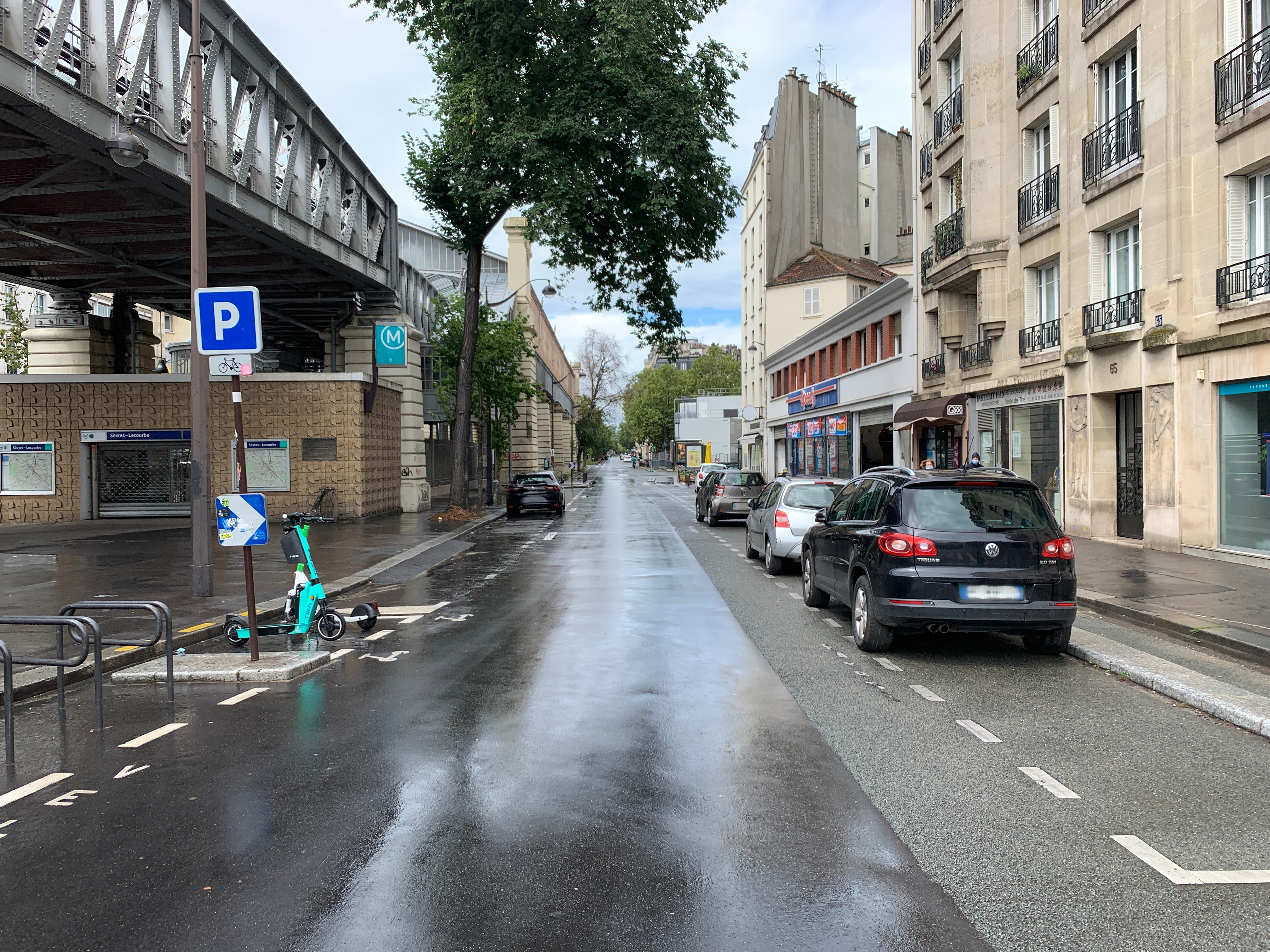
加里波第大道（2021年8月）

加里波第大道（Boulevard Garibaldi）是巴黎十五区的一条街道。始于康布罗纳广场（place Cambronne）7号、亚历山大·卡巴内尔路（rue Alexandre-Cabanel）11号，止于布勒特伊大街（Avenue de Breteuil）88号、莱库尔贝路（Rue Lecourbe）2号。长720米，宽42米。介于格勒纳勒大道（boulevard de Grenelle）和巴斯德大道（Boulevard Pasteur）之间。在大道中间，是高架通过的巴黎地铁6号线。

## 名称

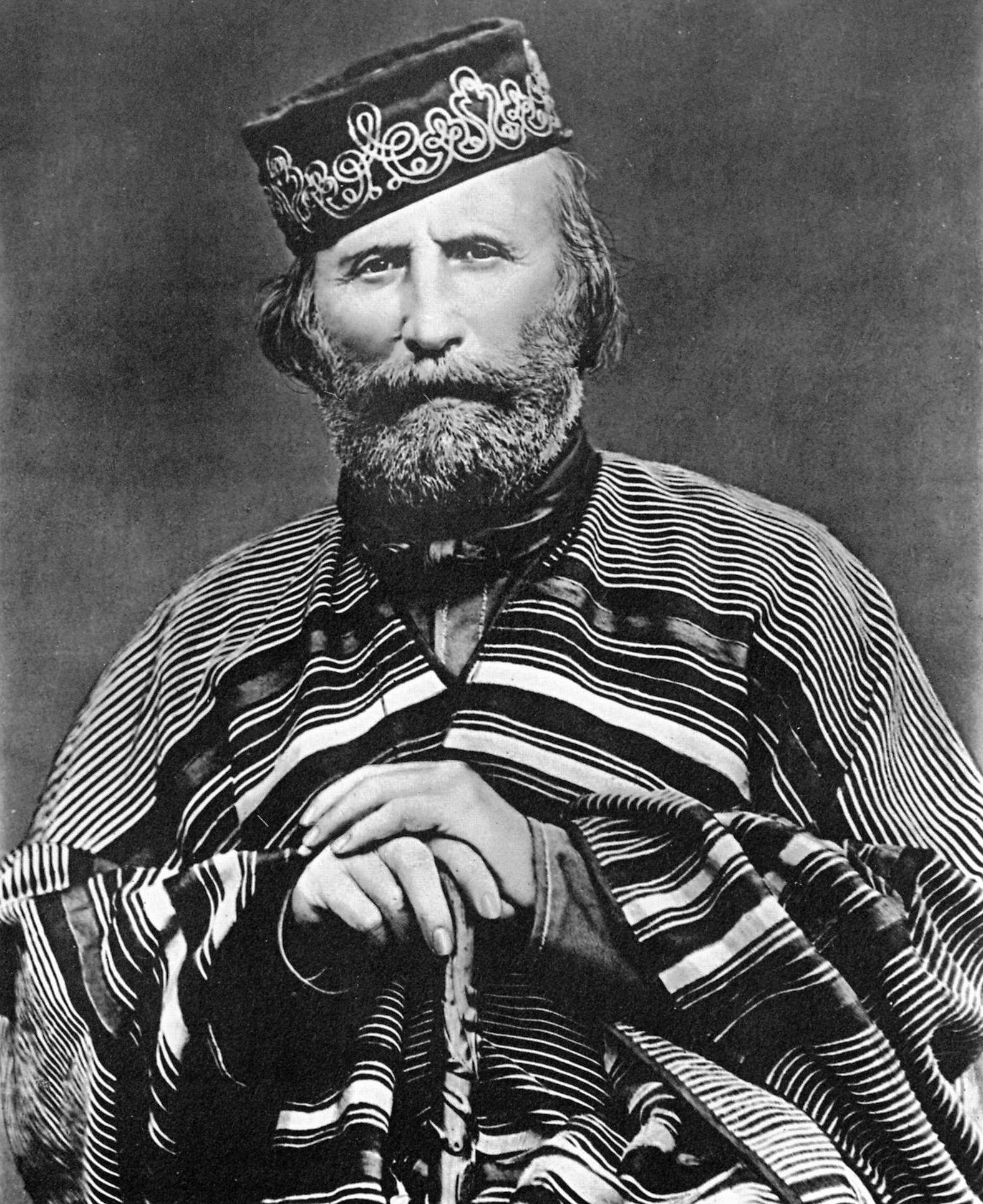
加里波底

这条道路是以意大利将军朱塞佩·加里波底（1807-1882）命名，他在普法战争期间，参加过法国的防卫。

## 历史
这条路原为格勒纳勒大道的一部分（1864-1885），1885年11月10日命名为“加里波第大道”。

## 电影
克里斯托夫·迈考利的电影《不可能的任務：全面瓦解》在加里波第大道拍摄。

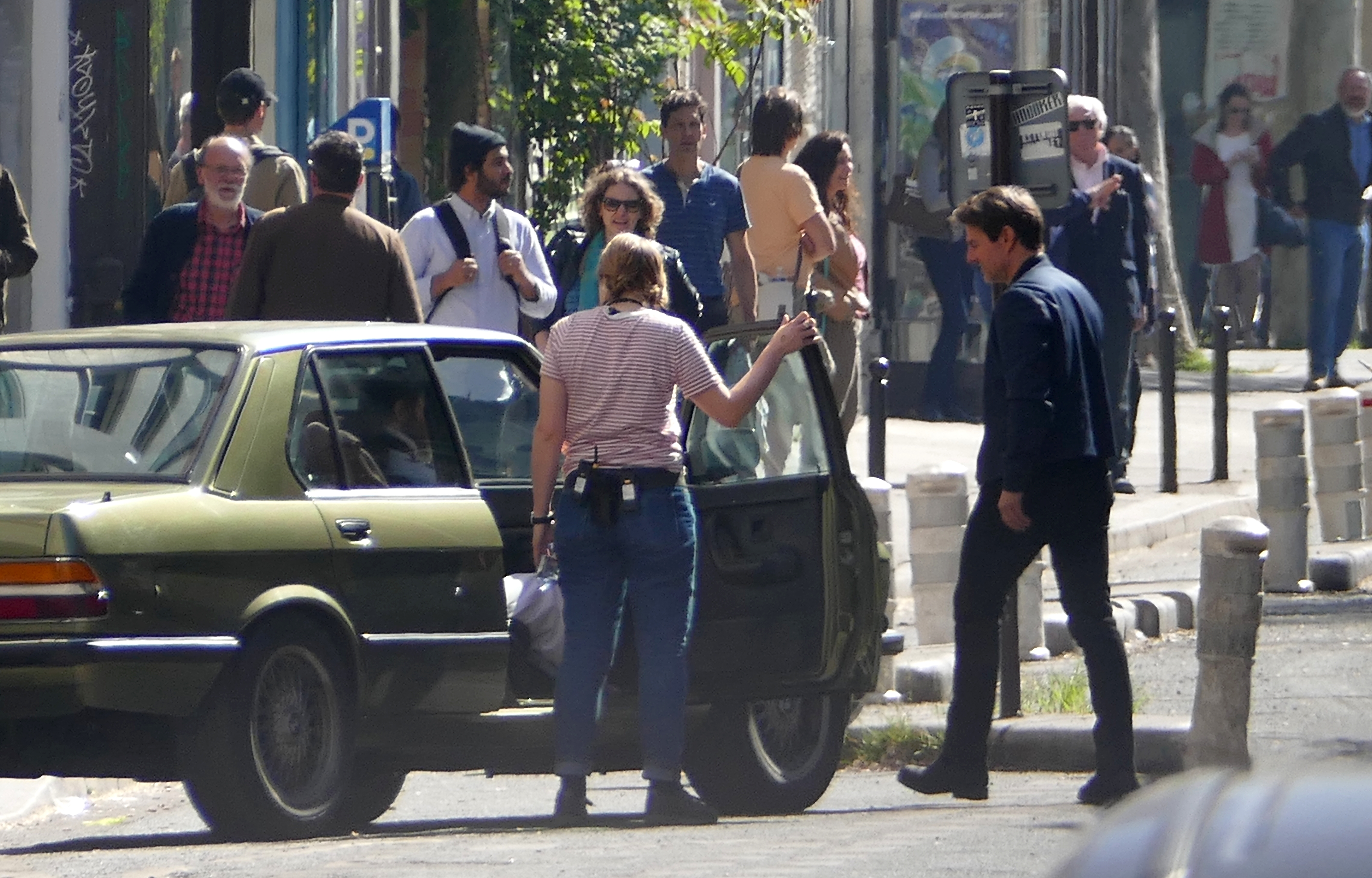
湯姆·克魯斯.
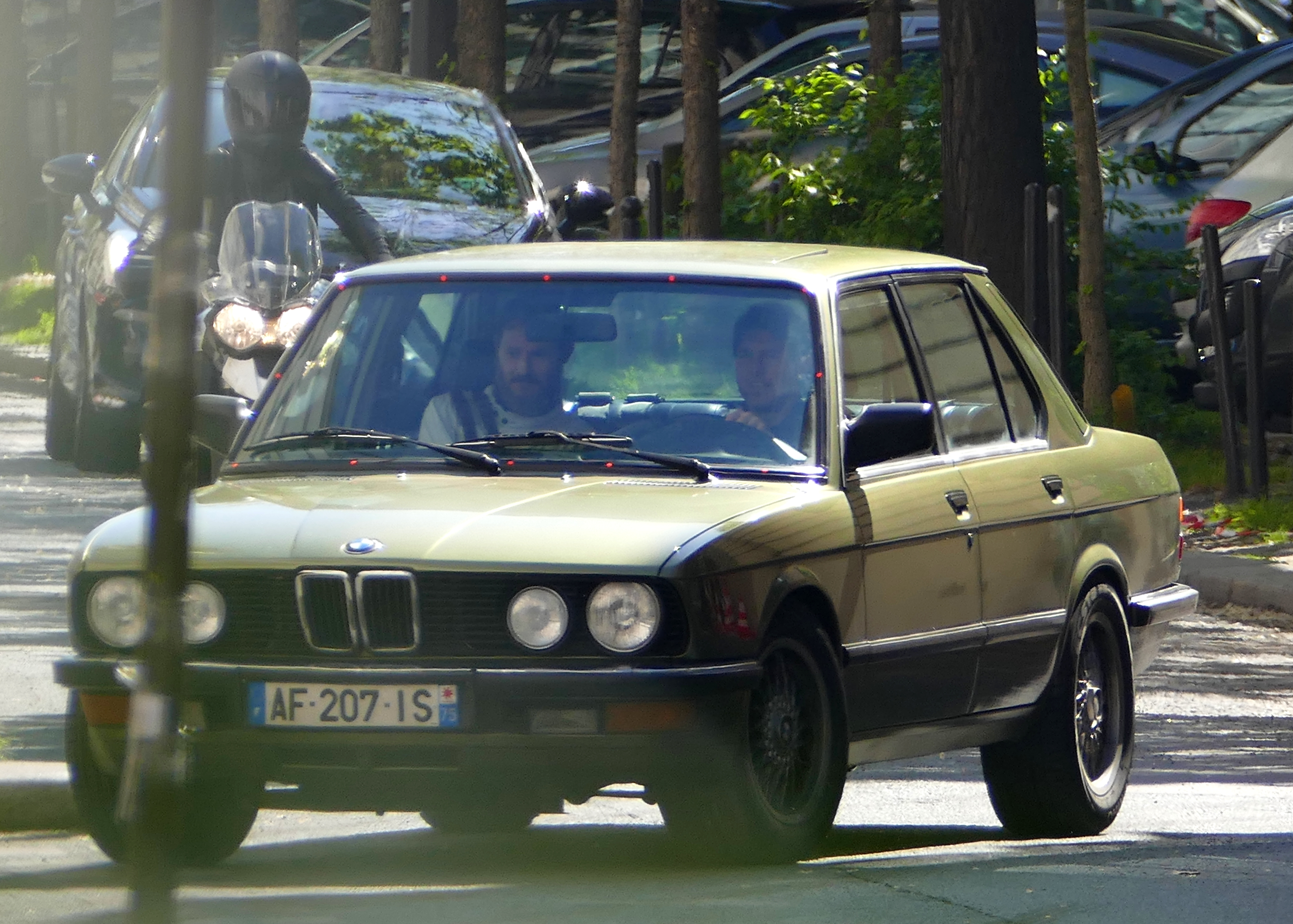
2017年4月9日在加里波第大道拍摄

## 圖像

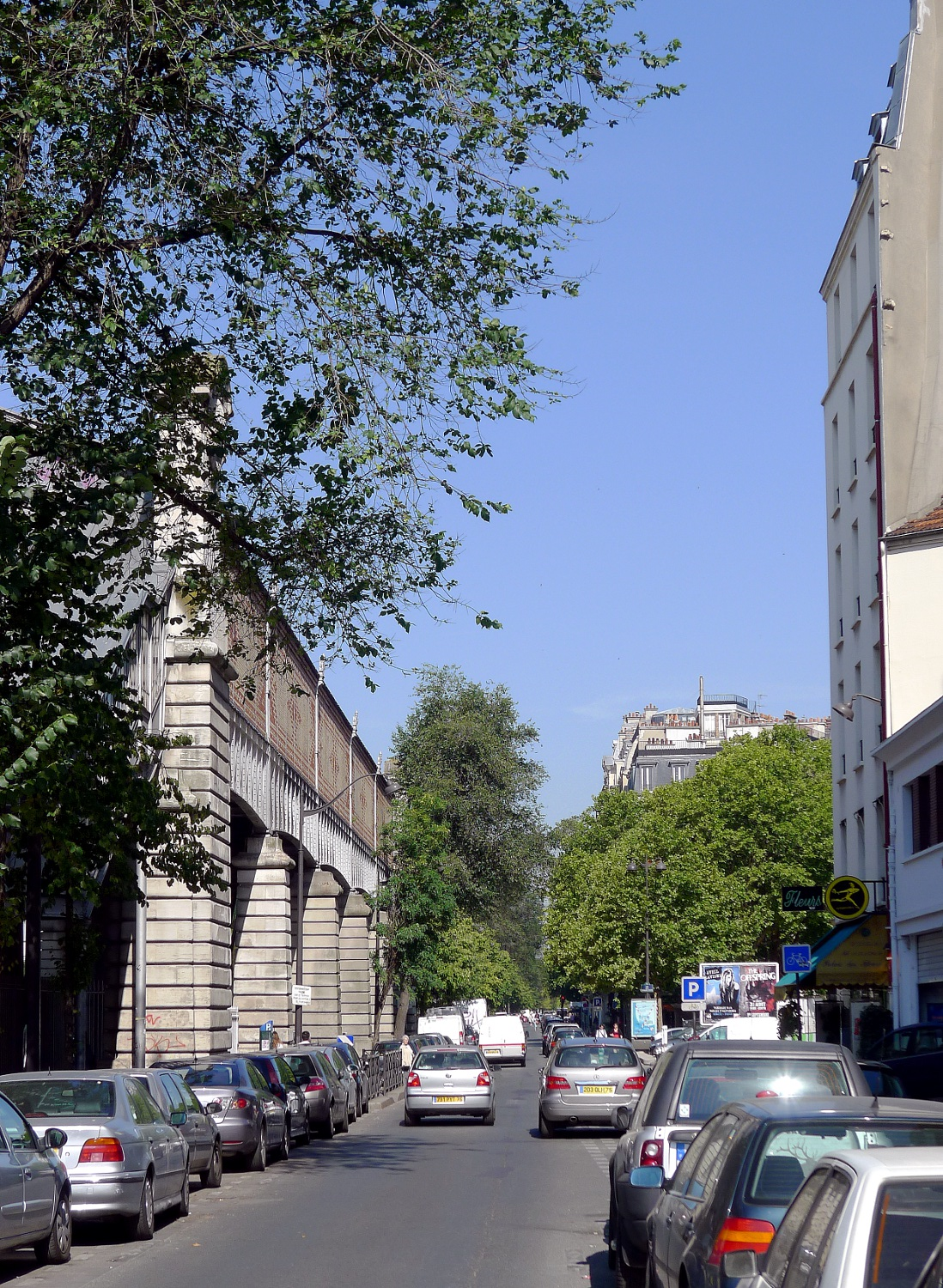
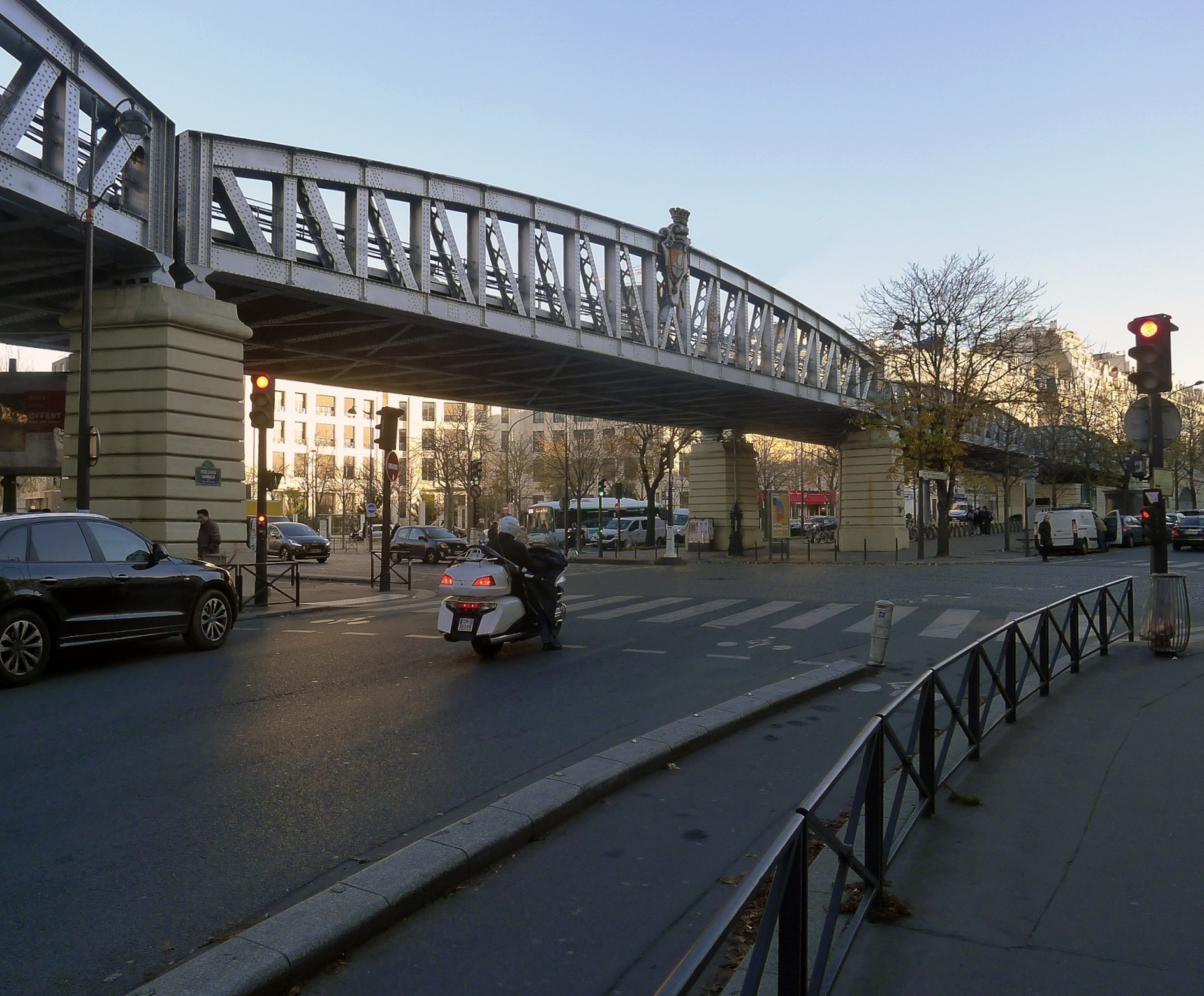
与莱库尔贝路交汇处
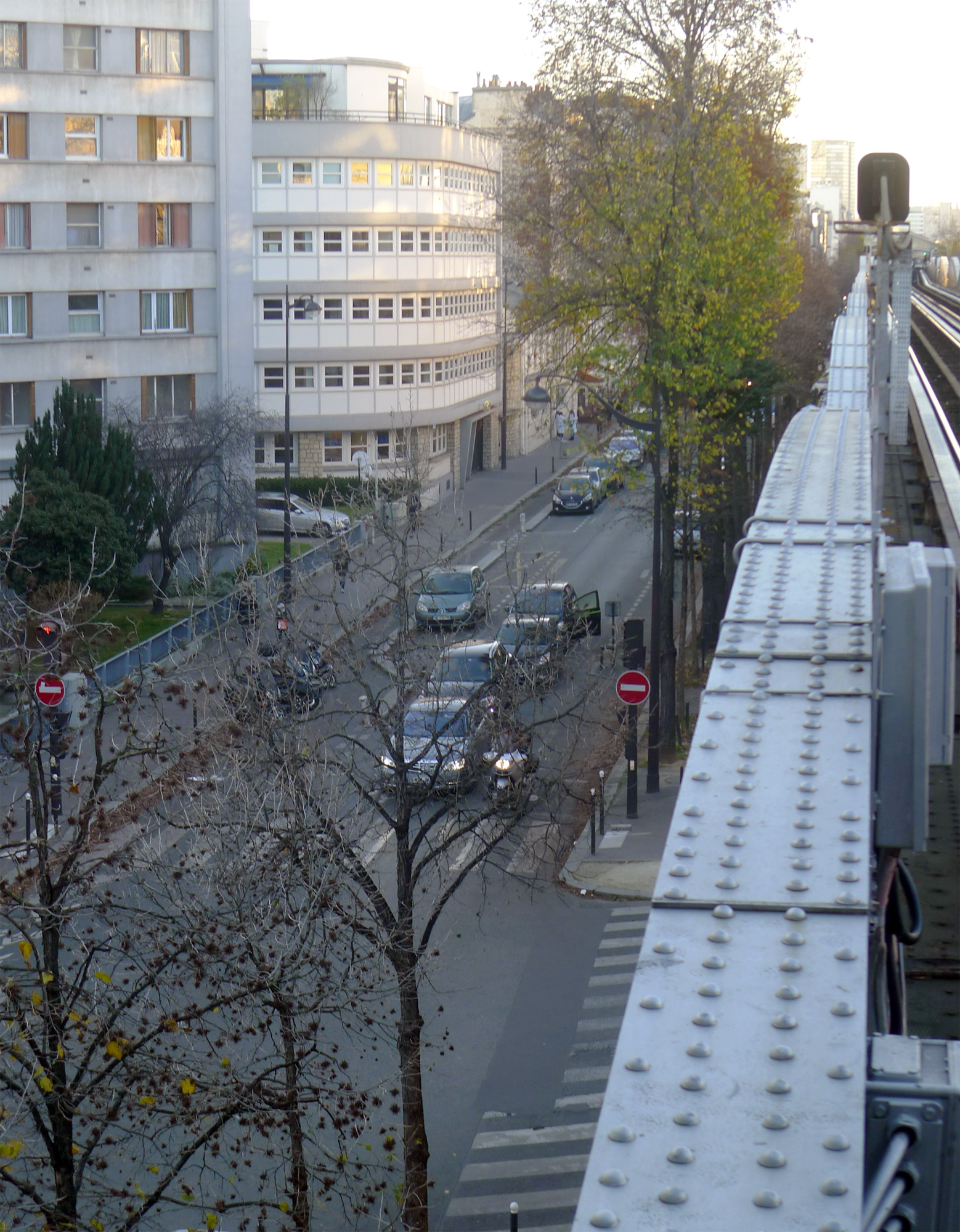
在地铁6号线下方的加里波第大道